# Ernst Moldenhauer
Ernst Moldenhauer – szermierz reprezentujący Cesarstwo Niemieckie, uczestnik letnich igrzysk olimpijskich w 1908 roku.